# Gerardo Peña Kegel
Augusto Estalisnao Gerardo Peña Kegel (Ciudad de México, 29 de mayo de 1956) conocido popularmente como Gerardo Peña, es un excronista deportivo especializado en fútbol. Se desempeñó por muchos años en Televisa, donde figuró como el narrador estelar de la televisora durante la década de los 80.
Se le recuerda por haber sido el cronista que cubrió la década dorada del Club América, convirtiéndolo en una popular y reconocida figura mediática en México.
Asimismo, cubrió a la Selección Mexicana, los partidos de la Primera división de México desde la temporada 1977-1978 hasta la final del torneo Clausura 2005 y también los partidos de las Copas Mundiales de la FIFA; a lo largo de su trayectoria le dio cobertura a un total de 10 Mundiales(República Federal de Alemania 1974, Argentina 1978, España 1982, México 1986, Italia 1990, Estados Unidos 1994, Francia 1998, Corea-Japón 2002, Alemania 2006 ySudáfrica 2010).
Fue el quien bautizó a la rivalidad América contra Cruz Azul como el "Clásico Joven", mote que nació en la temporada 1979-1980 y que ha perdurado a lo largo de la historia del fútbol mexicano, convirtiéndolo en una de las rivalidades más pasionales del país.
Debido a su estilo cargado de ritmo, emoción, vigor, cultura y riqueza de lenguaje, y pese a su relativo corto tiempo en activo, es considerado como una "leyenda de la crónica deportiva", y como "uno de los grandes de la narración en México".
Su influencia en los medios de comunicación en México es tal, que fue modelo de inspiración para varios cronistas contemporáneos , como Ciro Procuna, Miguel Gurwitz, Raúl Pérez, Christian Martinoli, Jorge Pietrasanta o Enrique Bermúdez, quien inclusive se adjudicó algunas de sus frases. 
Colaboró para MVS, TVC Deportes, ESPN, Canal Once y Radio Fórmula. Luego de estar activo durante tres décadas, Gerardo se retiró de los medios de comunicación.

## Trayectoria
Gerardo inició su trayectoria en la estación de radio XEQ con tan sólo 16 años, en un programa llamado Comentando el Fútbol, conducido por el periodista y presentador de deportes Chucho Domínguez, un programa donde también surgieron personalidades del medio como Francisco Javier González o Fernando Schwartz.
En 1974, a la edad de 18 años, es presentado con Raúl del Campo Jr., quien se desenvolvía como productor de radionovelas para la XEW durante la llamada época de oro de la radio en México y productor de los partidos del Club América desde el Estadio Azteca para dicha estación.
Fue don Raúl quien le ofreció la oportunidad de ser reportero de cancha en el Estadio Azteca. Asimismo, una de las innovaciones   en la transmisiones eran que los reporteros narrasen los tiros de esquina, por lo que en esos momentos don Raúl le pedía a Gerardo crear sus primeras crónicas. Al poco tiempo don Raúl (quien fungió como su maestro al instruirle el estilo de su crónica), le ofreció narrar los encuentros en el palco presidencial del Coloso de Santa Úrsula para radio, por lo que accedió.
Al poco tiempo, don Raúl lo llamó de urgencia para cubrir su primera Copa del Mundo: República Federal de Alemania 1974. El 13 de junio, narró su primer partido mundialista entre las selecciones de Brasil y Yugoslavia, que resultó en un empate a ceros.
Fueron tan exitosas sus crónicas durante esa edición, que ejecutivos de Televisa lo incorporaron como reportero de cancha suplente para la televisora, a la par que seguía siendo reportero de cancha en el Azteca para radio. En 1977, le llega la oportunidad de debutar como cronista para televisión en el partido América contra Tampico Madero.
Durante la década de los 80 se convierte en el cronista estelar de Televisa, donde tiene la oportunidad de narrar los partidos de la época de oro del Club América, de la Selección Mexicana y de los torneos mundialistas posteriores, compartiendo micrófono con Fernando Luengas, Enrique Bermúdez, Juan Dosal, Fernando Schwartz y Ángel Fernández, a quien considera su inspiración y modelo a seguir.
Debido a su popularidad, era constantemente llamado a ser parte de comerciales de televisión. Asimismo, formaba parte de los noticieros de Televisa para dar información deportiva a la audiencia. También participó en algunos programas como Espacio Deportivo con Toño De Valdés, y Dos en el área, con José Luis Lamadrid y Rafael Puente.
En 1993 sale de Televisa, empresa donde permaneció durante 19 años, por razones desconocidas. Se ha especulado que su salida se debió a que la empresa comenzó a experimentar cambios y renovaciones en sus diferentes departamentos, incluido el de deportes. Dichos cambios se debieron a que Emilio Azcárraga Milmo paulatinamente dejó de estar al frente de la empresa en esos años, dejándole algunas responsabilidades a su hijo, Emilio Azcárraga Jean.
Asimismo, durante la época de los 90 comenzó la consolidación exitosa de Enrique Bermúdez con Raúl Orvañanos como los cronistas estelares de la televisora de Chapultepec 18, siendo esto también factor para que Gerardo sufriera el desplazo. 
Posteriormente al despido, Gerardo trabajó para MVS, para TVC Deportes, para ESPN (en un breve lapso de tiempo) y para Radio Fórmula. Luego de estar activo durante tres décadas, Gerardo se retiró, desapareciendo de los medios.

## Trascendencia en el fútbol
Gerardo Peña sobresalió por su estilo pletórico y conmovedor, su voz metálica, sonora, llena de ritmo, vigor, cultura y riqueza de lenguaje. Fue tanta la popularidad de su estilo, que se le apodó como La Voz de la Emoción. Algunas de sus frases quedaron en la memoria colectiva de los aficionados, entre las que destacan:
- “Trazo largo de izquierda a derecha, como limpiaparabrisas”
- “Cerca la bala”
- “Pasó rozando la horquilla”
- “Silencio, cámara, acción”
- “Cara a cara, mano a mano, de poder a poder"
- “Engarzando primero, acomodando después”
- “Tocando la pelota, que entra silbando el palo izquierdo de la portería”
- “El estadio Azteca es una sucursal del manicomio”
- “Un gol aterciopelado”

Durante la jornada 36 de la temporada 1979-1980, América y Cruz Azul se enfrentaron con futbolistas sumamente jóvenes: Rafael Toribio, Guillermo Mendizabal, Sergio Rubio o Adrián Camacho por parte de Cruz Azul; y Héctor Miguel Zelada, Mario Trejo, Alfredo Tena o Cristóbal Ortega por parte del América.
Debido a ello, y en un acto puro de improvisación, Gerardo bautizó el encuentro con el mote "Clásico Joven":, el cual ha perdurado en la historia del fútbol mexicano. Tiempo después, en 2018, su creador mencionaría

"Nada más puse el adjetivo, punto. Y fue una ocurrencia, ni lo pensé, ni lo estudié. Los Clásicos, este Clásico, lo hicieron los Marín, los Flores, los Quintano; los Cárdenas, que fue campeón con los dos; Carlos Reinoso, Enrique Borja, ellos son verdaderamente los clásicos y quienes los robustecen son los aficionados al fútbol"
Gerardo Peña.

## Crónicas destacadas y selectas
- Los partidos de la Copa Mundial de la República Federal de Alemania 1974 para la XEW.[3]
- El partido de la jornada 36 de la emporada 1979-1980 entre Club América y Cruz Azul, donde bautizó la rivalidad como el "Clásico Joven".[10]
- El partido entre Francia contra Alemania en la Copa del Mundo de España 1982, considerado por él como el punto más alto de su carrera.[10]
- El partido de la "Final del Siglo" de la temporada 1983-1984 entre América y Guadalajara, siendo especialmente recordado por narrar el penal que le detuvo Héctor Miguel Zelada a Eduardo Cisneros, así como por haber bautizado al Estadio Azteca como "La Sucursal del Manicomio".[2]
- El partido de México contra Bulgaria en la Copa del Mundo de México 1986, donde se le recuerda por haber narrado la tijera de Manuel Negrete, considerado como el gol más hermoso en la historia de los mundiales.[12]